# Thomas Madefray
Thomas Madefray (falecido em 1375) foi um cónego de Windsor de 1355 a 1375.

## Carreira
Ele foi nomeado:
- Escriturário de Eduardo, Príncipe de Gales
- Reitor de Bradninch, Devon 1349
- Prebendário de Poços
- Prebendário de Glasney 1348-9[2]

Ele foi nomeado para a décima primeira bancada na Capela de São Jorge, Castelo de Windsor em 1355 e ocupou a canonaria até 1375.